# Wereldkampioenschappen synchroonzwemmen 2025 – Team technische routine
De team technische routine tijdens de wereldkampioenschappen synchroonzwemmen 2025 vond plaats op 21 en 22 juli 2025 in de World Aquatics Championships Arena in Singapore.

## Uitslag
| Rang   | Land                | Voorronde | Voorronde | Finale        | Finale        |
| Rang   | Land                | Punten    | Rang      | Punten        | Rang          |
| ------ | ------------------- | --------- | --------- | ------------- | ------------- |
| Goud   | China               | 306,2460  | 1         | 307,8001      | 1             |
| Zilver | Neutrale vlag       | 295,4633  | 2         | 300,6183      | 2             |
| Brons  | Spanje              | 288,4091  | 3         | 294,8575      | 3             |
| 4      | Japan               | 265,7967  | 6         | 282,4134      | 4             |
| 5      | Italië              | 278,0758  | 4         | 282,3191      | 5             |
| 6      | Verenigde Staten    | 238,5699  | 12        | 273,6650      | 6             |
| 7      | Oekraïne            | 268,9901  | 5         | 273,0525      | 7             |
| 8      | Frankrijk           | 249,3725  | 8         | 270,3816      | 8             |
| 9      | Canada              | 244,3817  | 10        | 266,5116      | 9             |
| 10     | Neutrale vlag       | 255,7183  | 7         | 259,7317      | 10            |
| 11     | Griekenland         | 247,2800  | 9         | 255,4266      | 11            |
| 12     | Israël              | 241,8292  | 11        | 245,2975      | 12            |
| 13     | Egypte              | 237,4850  | 13        | Uitgeschakeld | Uitgeschakeld |
| 14     | Kazachstan          | 230,8467  | 14        | Uitgeschakeld | Uitgeschakeld |
| 15     | Slowakije           | 229,8708  | 15        | Uitgeschakeld | Uitgeschakeld |
| 16     | Chili               | 228,0433  | 16        | Uitgeschakeld | Uitgeschakeld |
| 17     | Verenigd Koninkrijk | 227,8151  | 17        | Uitgeschakeld | Uitgeschakeld |
| 18     | Australië           | 224,8300  | 18        | Uitgeschakeld | Uitgeschakeld |
| 19     | Noord-Korea         | 223,2442  | 19        | Uitgeschakeld | Uitgeschakeld |
| 20     | Brazilië            | 219,6482  | 20        | Uitgeschakeld | Uitgeschakeld |
| 21     | Hongarije           | 217,8617  | 21        | Uitgeschakeld | Uitgeschakeld |
| 22     | Thailand            | 204,3100  | 22        | Uitgeschakeld | Uitgeschakeld |
| 23     | Singapore           | 200,6333  | 23        | Uitgeschakeld | Uitgeschakeld |
| 24     | Hongkong            | 177,0934  | 24        | Uitgeschakeld | Uitgeschakeld |
| 25     | Zuid-Afrika         | 139,1717  | 25        | Uitgeschakeld | Uitgeschakeld |
| 26     | Indonesië           | 136,4583  | 26        | Uitgeschakeld | Uitgeschakeld |